# Dorothy Geddes
Dorothy Ann Malcolm Geddes, OBE  (* 8. Mai 1936 in Alloa, England; † 14. März 1998 in Edinburgh, England) war eine schottische Medizinerin und Hochschullehrerin. Sie war die erste Frau, die im Vereinigten Königreich auf eine Professur für Zahnmedizin berufen wurde und zur Dekanin einer zahnmedizinischen Fakultät an einem der Royal Colleges im Vereinigten Königreich gewählt wurde. 1963 war sie die erste Frau, die das Fellowship in Dental Surgery (FRCS) des Royal College of Surgeons of Edinburgh erhielt.

## Leben und Werk
Geddes besuchte die Brechin High School, an der ihr Vater Rektor war. Sie studierte Zahnmedizin und schloss ihr Studium an der University of Edinburgh 1959 ab. Sie arbeitete zunächst in Edinburgh und dann in Birmingham, wo sie als Oberärztin tätig war. Anschließend begann sie am Eastman Dental Center in Rochester (New York) mit der Erforschung von Zahnkaries.
Sie kehrte nach Großbritannien zurück, um eine vom Medical Research Council (UK) finanzierte Stelle in Newcastle upon Tyne anzunehmen, wo sie sechs Jahre lang blieb, bevor sie 1975 umzog, um eine Lehrtätigkeit an der University of Glasgow anzunehmen. Als sie Professorin für Oralbiologie an der Universität Glasgow wurde, wurde sie auf einen Lehrstuhl für Zahnmedizin im Vereinigten Königreich berufen und 1992 wurde sie die erste weibliche Dekanin einer Fakultät für Zahnchirurgie an einer königlichen chirurgischen Hochschule im Vereinigten Königreich und Irland.
Auch nach ihrer vorzeitigen Pensionierung im Jahr 1995 wurden ihr weiterhin Ehrungen zuteil. Ihr wurde vom Royal College of Surgeons of Edinburgh ein OBE und ein Ehren-FRCS verliehen, die höchste Auszeichnung, die das College verleihen konnte.
1996 wurde bei ihr Krebs diagnostiziert und sie starb zwei Jahre später im Alter von 61 Jahren.

## Auszeichnungen und Ehrungen
- 1963: Fellow des Royal College of Surgeons (FRCS)
- 1995: Officer des Order of the British Empire (OBE)
- 1998: Rolex-Preis der Europäischen Organisation für Kariesforschung
- 2012: Multimedia-Lehreinrichtung der University of Glasgow erhält den Namen „Dorothy Geddes Multimedia Facility “[3]